# Йылмаз, Исмет
Исмет Йылмаз (тур. İsmet Yılmaz; род. 10 декабря 1961, Гюрюн) — турецкий политик. Министр образования Турции с 24 мая 2016 по 10 июля 2018 года. Спикер Великого национального собрания с июля по ноябрь 2015 года, в 2011—2015 годах занимал пост министра обороны.

## Биография
Родился в Гюрюне. Там же получил начальное образование. В 1982 году окончил Стамбульский технический университет со степенью бакалавра. В 1987 году окончил юридический факультет Стамбульского университета. Затем получил степень магистра во Всемирном морском университете. Также получил степень магистра политологии в Университете Мармара.
В 2007 году являлся исполняющим обязанности министра транспорта. В 2011 году был избран депутатом провинции Сивас от партии Справедливости и развития. в том же году был назначен министром обороны. В 2015 году был избран спикером Великого национального собрания.

## Личная жизнь
Женат, трое детей.